# Kevin Yakob
Kevin Enkido Yakob (ur. 10 października 2000 w Göteborgu) – iracki piłkarz szwedzkiego pochodzenia, występujący na pozycji pomocnika, w duńskim klubie Aarhus GF.